# Столкновение в аэропорту Лос-Родеос
Столкновение в аэропорту Лос-Родеос — крупнейшая авиационная катастрофа, произошедшая в воскресенье 27 марта 1977 года. На взлётной полосе аэропорта Лос-Родеос в Санта-Крус-де-Тенерифе (Тенерифе, Канарские острова) столкнулись авиалайнеры Boeing 747-206B авиакомпании KLM (рейс KL4805 Амстердам—Лас-Пальмас-де-Гран-Канария) и Boeing 747-121 авиакомпании Pan American (рейс PA1736 Лос-Анджелес—Нью-Йорк—Лас-Пальмас-де-Гран-Канария). В катастрофе погибли 583 человека — все 248 человек на борту рейса KL4805 (234 пассажира и 14 членов экипажа) и 335 человек на борту рейса PA1736 из 396 (380 пассажиров и 16 членов экипажа).
Эта катастрофа остаётся крупнейшей (по количеству погибших) за всю историю авиации (не считая терактов 11 сентября 2001 года).

## Сведения о самолётах

### Boeing 747 Pan American (рейс PA1736)
Boeing 747-121 (регистрационный номер N736PA, заводской 19643, серийный 011) был выпущен в 1969 году (первый полёт совершил 24 декабря). 20 января 1970 года был передан авиакомпании Pan American, в которой получил имя Clipper Victor (первоначально Clipper Young America). 21 января 1970 года первым из всех выпущенных на тот момент Boeing 747 совершил коммерческий рейс по маршруту Нью-Йорк—Лондон. Оснащён четырьмя двухконтурными турбовентиляторными двигателями Pratt & Whitney JT9D-7A. На день катастрофы 7-летний авиалайнер совершил 7195 циклов «взлёт-посадка» и налетал 25 725 часов.
Состав экипажа рейса PA1736 (заступил в Нью-Йорке) был таким:
- Командир воздушного судна (КВС) — 56-летний Виктор Ф. Граббс (англ. Victor F. Grubbs). Очень опытный пилот, управлял самолётом Boeing 707. Налетал 21 043 часа, 564 из них на Boeing 747.
- Второй пилот — 39-летний Роберт Л. Брэгг (англ. Robert L. Bragg). Очень опытный пилот, в качестве второго пилота управлял самолётом Boeing 707. Налетал свыше 10 800 часов, 2796 из них на Boeing 747.
- Бортинженер — 46-летний Джордж У. Уорнс (англ. George W. Warns). Налетал свыше 15 210 часов, 559 из них на Boeing 747.

В салоне самолёта работали 13 бортпроводников:
- Дороти Келли (англ. Dorothy Kelly) — старшая бортпроводница,
- Карла Дж. Джонсон (англ. Carla J. Johnson),
- Джоан К. Джексон (англ. Joan K. Jackson),
- Сюзанна К. Донован (англ. Suzanne C. Donovan),
- Франсуаза Кольбер де Больё Гринбом (фр. Francoise Colbert de Beaulieu Greenbaum),
- Мари Асаи (англ. Mari Asai),
- Сатико Хирано (англ. Sachiko Hirano),
- Кристина Экелунд (англ. Christine Ekelund),
- Мигель Торрех Пере (англ. Miguel Torrech Pere),
- Мэрилин Лукер (англ. Marilyn Luker),
- Кэрол Томас (англ. Carol Thomas),
- Эйзель Сарп (англ. Aysel Sarp),
- Луиза Гарсия Флад (исп. Luisa Garcia Flood).

| Гражданство | Пассажиры | Экипаж | Всего |
| ----------- | --------- | ------ | ----- |
| США         | 380       | 14     | 394   |
| Испания     | 0         | 1      | 1     |
| Франция     | 0         | 1      | 1     |
| Всего       | 380       | 16     | 396   |

### Boeing 747 KLM (рейс KL4805)
Boeing 747-206B (регистрационный номер PH-BUF, заводской 20400, серийный 157) был выпущен в 1971 году (первый полёт совершил 14 сентября). 19 октября того же года был передан авиакомпании KLM, в которой получил имя The Rhine. Оснащён четырьмя двухконтурными турбовентиляторными двигателями Pratt & Whitney JT9D-7W. На день катастрофы 5-летний авиалайнер совершил 5202 цикла «взлёт-посадка» и налетал 21 195 часов.
Состав экипажа рейса KL4805 был таким:
- Командир воздушного судна (КВС) — 50-летний Якоб Вельдхёйзен ван Зантен (нидерл. Jacob Veldhuyzen van Zanten). Очень опытный пилот, проработал в авиакомпании KLM 27 лет и 3 месяца (с января 1950 года). Управлял самолётами DC-3, Convair CV-240 и -340, Lockheed L-749 и L-1049, DC-6, DC-7, Vickers Viscount 803 и McDonnell Douglas DC-9. В должности командира Boeing 747 — с 23 января 1971 года. Налетал свыше 11 700 часов, 1545 из них на Boeing 747[6].
- Второй пилот — 42-летний Клаас Мёрс (нидерл. Klaas Meurs). Опытный пилот, проработал в авиакомпании KLM 17 лет (с марта 1960 года). Управлял самолётами Beechcraft D18S, Fokker F27 и Douglas DC-8. В должности второго пилота Boeing 747 — с 19 января 1977 года. Налетал свыше 9200 часов, 95 из них на Boeing 747.
- Бортинженер — 48-летний Виллем Схрёдер (нидерл. Willem Schreuder). Проработал в авиакомпании KLM 29 лет (с 1948 года). Управлял самолётами DC-3, DC-6, DC-7 и DC-8. В должности бортинженера Boeing 747 — с 22 апреля 1976 года. Налетал 17 031 час, 643 из них на Boeing 747.

В салоне самолёта работали 11 бортпроводников:
- К. У. Сонневельд (нидерл. C. W. Sonneveld), 46 лет — старший бортпроводник.
- А. Т. А. ван Страатен (нидерл. A. Th. A. van Straaten), 42 года.
- Хелена У. Флёр-Тоби (нидерл. Helena W. Fleur-Toby), 27 лет.
- А. К. Бауви (нидерл. A. C. Bouvy), 24 года.
- Б. М. Йоссе-Вилдсхут (нидерл. B. M. Joosse-Wildschut), 24 года.
- У. М. Кёлен (нидерл. W. M. Keulen), 30 лет.
- Й. М. Л. ван Ставерен-Марехал (нидерл. J. M. L. van Staveren-Marechal), 32 года.
- Й. Х. М. Схурманс-Тиммерманс (нидерл. J. H. M. Schuurmans-Timmermans), 30 лет.
- М. Мэй-Лефебер (нидерл. M. Mey-Lefeber), 32 года.
- М. Е. Виргевер-Дрент (нидерл. M. E. Viergever-Drent), 29 лет.
- М. М. Том-Карсбом (нидерл. M. M. Tom-Karseboom), 35 лет.

| Гражданство | Пассажиры | Экипаж | Всего |
| ----------- | --------- | ------ | ----- |
| Нидерланды  | 226       | 14     | 240   |
| ФРГ         | 4         | 0      | 4     |
| Австрия     | 2         | 0      | 2     |
| США         | 2         | 0      | 2     |
| Всего       | 234       | 14     | 248   |

Первоначально на борту рейса 4805 находились 249 человек (235 пассажиров и 14 членов экипажа), но во время остановки на Тенерифе пассажирка из Нидерландов Робина ван Лансхот (нидерл. Robina van Lanschot) сошла с самолёта, так как она захотела встретиться со своим другом, проживающим на Тенерифе. Её друзья, которые остались в самолёте, погибли.

## Хронология событий

### Предшествующие обстоятельства
Рейс PA1736 вылетел из Лос-Анджелеса в 01:29 и приземлился в Нью-Йорке в 06:17. После дозаправки и смены экипажа рейс 1736 вылетел из Нью-Йорка в 07:42, на его борту находились 16 членов экипажа и 380 пассажиров.
Рейс KL4805 вылетел из Амстердама в 09:00, на его борту находились 14 членов экипажа и 235 пассажиров (впоследствии — 234 пассажира).

### Теракт в аэропорту Гран-Канария

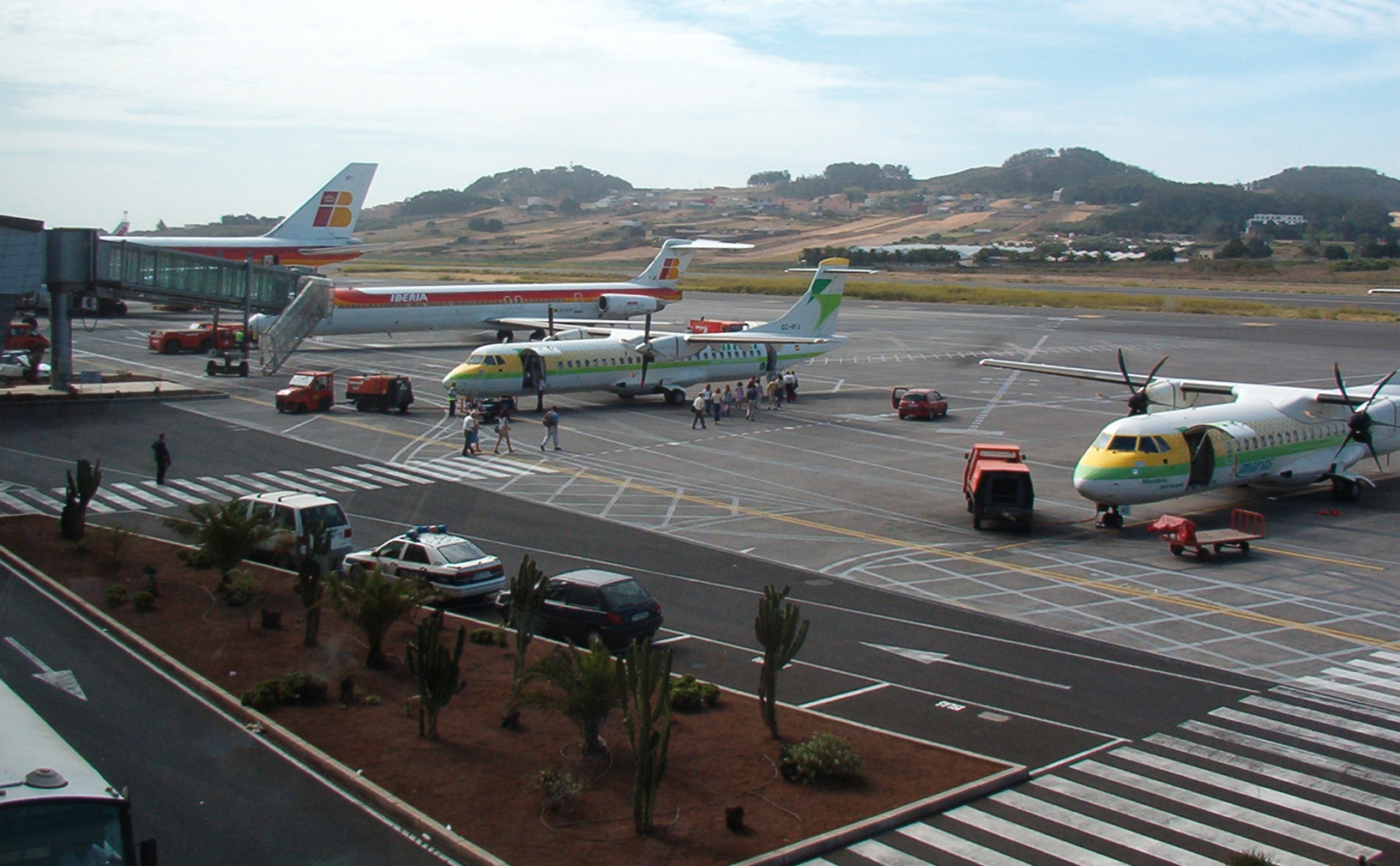
Перрон пассажирского терминала аэропорта Лос-Родеос (2003 год)

В 13:15 в аэропорту Гран-Канария (крупнейшем аэропорту Канарских островов) в Лас-Пальмас-де-Гран-Канарии произошёл теракт. Террористы «Движения за автономию и независимость Канарских островов» (исп. Movimiento por la Autodeterminación e Independencia del Archipiélago Canario (MPAIAC)) взорвали бомбу в цветочном магазине аэропорта. Теракт не повлёк человеческих жертв (лишь 8 человек были легко ранены осколками разбившихся стёкол), однако из-за угроз террористов о совершении второго теракта администрацией аэропорта было принято решение закрыть терминал и временно прекратить приём всех самолётов, летевших в Лас-Пальмас-де-Гран-Канарию.
Единственным аэропортом, подходящим для приёма крупных широкофюзеляжных самолётов, был аэропорт Лос-Родеос в городе Санта-Крус-де-Тенерифе на острове Тенерифе; он находился в северной части острова и являлся вторым аэропортом Канарских островов по объёму пассажиро- и грузоперевозок. Рейсы KL4805 и PA1736 были в числе многих в тот день, которые были вынуждены совершить посадку в аэропорту Лос-Родеос вместо запланированной посадки в Лас-Пальмас-де-Гран-Канарии.
Рейс 4805 приземлился в аэропорту Лос-Родеос в 13:38. Командир рейса 1736 при подлёте к Канарским островам имел достаточный запас авиатоплива и для удобства пассажиров предпочитал не совершать посадку в аэропорту Лос-Родеос, а остаться в зоне ожидания до открытия аэропорта Гран-Канария, но был вынужден подчиниться приказу авиадиспетчера и идти на посадку в соседнем аэропорту; рейс 1736 приземлился в аэропорту Лос-Родеос в 14:15.

### Дозаправка рейса KL4805
В результате закрытия крупнейшего аэропорта Гран-Канария аэропорт Лос-Родеос оказался перегружен. Это был воскресный день, и пассажирский трафик оказался слишком высоким. Самолёты, не принятые Лас-Пальмас-де-Гран-Канарией, заняли все стоянки на Лос-Родеос, а некоторые самолёты стояли даже на рулёжных дорожках. Boeing 747-206B борт PH-BUF (рейс KL4805) находился ближе всего к порогу взлётной полосы № 12, за ним стояли Boeing 737 авиакомпании Braathens, Boeing 727 авиакомпании Sterling Airways и Douglas DC-8 авиакомпании SATA; Boeing 747-121 борт N736PA (рейс PA1736) занимал последнюю позицию.
После почти 4-часового ожидания аэропорт Гран-Канария снова начал принимать рейсы. Экипаж рейса 1736 был готов к немедленному вылету и запросил у авиадиспетчера разрешение на взлёт, но не смог выполнить необходимые манёвры по выруливанию на взлётную полосу, поскольку был блокирован рейсом 4805 и заправочным автомобилем — командир рейса 4805 решил дозаправить лайнер, чтобы сэкономить время в Лас-Пальмас-де-Гран-Канарии.
В 1970-х годах для работников авиакомпаний были установлены жёсткие правила трудового распорядка. Продолжительность рабочего времени пилотов была строго регламентирована. Во время сеанса радиосвязи с Амстердамом командиру Вельдхёйзену ван Зантену было приказано осуществить вылет до 19:00 или, в противном случае, дожидаться утра. Поэтому пилоты были заинтересованы в скорейшем отдыхе и завершении полётов.

### Выруливание на ВПП, погодные условия

Схема движения рейсов KL4805 и PA1736 по взлётной полосе

Выполняя указания диспетчеров, Boeing 747 KLM проследовал в конец основной взлётной полосы и развернулся на 180° (этот манёвр является трудным для Boeing 747 на узкой ВПП), после чего остановился. Командир рейса 4805 перевёл двигатели на малый газ, доложил о готовности к взлёту и стал ожидать дальнейших инструкций от диспетчерской вышки управления воздушным движением.
Аэропорт Лос-Родеос расположен между двумя горами на высоте 700 метров над уровнем моря и всегда отличался непредсказуемыми погодными условиями. Во время руления рейса 4805 по ВПП погода ухудшилась — внезапно опустившийся туман ограничил видимость до 300 метров. Командир Boeing 747 Pan American (рейс PA1736) почти сразу же получил указания рулить вслед за Boeing 747 KLM. Ему было указано следовать по той же ВПП № 12 и свернуть на рулёжную дорожку C3, после чего двигаться по главной рулёжной дорожке к началу ВПП. Однако, достигнув дорожки C3, экипаж рейса 1736 отметил её угол заезда 135°, попасть в который для Boeing 747 на столь узкой ВПП практически невозможно. По этой причине пилоты решили, что авиадиспетчер приказал им свернуть на дорожку C4, которая находилась дальше по ВПП и требовала поворота лишь на 45°, хотя авиадиспетчер ясно приказал сойти на C3.
В это время видимость упала до 100 метров и пилотам Boeing 747 Pan American было сложно определить рулёжную дорожку, поскольку огни, отмечающие границы и оси взлётно-посадочной полосы и рулёжных дорожек, не работали.

### Проблемы коммуникации
Диспетчер вышки УВД говорил с сильным испанским акцентом — экипаж самолёта Pan American и экипаж самолёта KLM по несколько раз переспрашивали и уточняли его команды. Также не было согласованности в переговорах — пилоты обоих Boeing 747 постоянно вмешивались в разговор и перебивали друг друга.
В то время как рейс 1736 проехал мимо рулёжной дорожки C3, на которую ему было указано повернуть, рейс 4805 уже был готов к взлёту. Второй пилот Boeing 747 KLM сообщил диспетчеру о готовности, запросив разрешения на взлёт.
В 17:05:53 башня аэропорта Лос-Родеос радировала: KLM 4805, вам разрешено на привод P, набирайте и выдерживайте эшелон 090. После взлёта поворот направо, следуйте курсом 040 до захвата радиала 335 VOR Лас-Пальмас.
Экипаж лайнера KLM воспринял эту инструкцию по набору высоты и последующему занятию коридора как фактическое разрешение на взлёт. Второй пилот повторил инструкцию обратно авиадиспетчеру, при этом невнятно добавив в конце: мы на взлёте (англ. we're now at take-off или англ. we're now uh… taking off). Диспетчер понял этот ответ как подтверждение того, что экипаж готов к взлёту, и сказал: O.K.…, что подтвердило заблуждение экипажа о том, что разрешение получено.
На самом деле авиадиспетчер сказал: O.K. Будьте готовы к взлёту, я вас вызову, но в этот же момент экипаж Boeing 747 Pan American сообщил авиадиспетчеру о том, что они ещё не ушли со взлётной полосы. Любого из этих сообщений было бы достаточно для экипажа рейса 4805 для осознания своей ошибки, однако из-за интерференции оба сообщения наложились друг на друга и не были слышны в кабине Boeing 747 KLM.
В то время как рейс KL4805 начал взлёт, авиадиспетчер проинструктировал экипаж рейса PA1736 сообщить ему, когда взлётная полоса будет свободна. Услышав эту фразу, бортинженер рейса 4805 выразил пилотам свою озабоченность тем, что, возможно, Boeing 747 Pan American ещё не ушёл с ВПП, однако КВС, сфокусировавшись на взлёте и считая, что они уже получили разрешение взлетать, ответил, что всё в порядке, и продолжил взлёт. По версии Международной ассоциации пилотов (ALPA), на вопрос бортинженера ответили в унисон оба пилота, поэтому ответ прозвучал так решительно.
Через 14 секунд самолёты столкнулись.

### Расшифровка переговоров
| 17:06:20.08             | Диспетчер Тенерифе (командиру рейса KL4805)                                                   | O.K. Будьте готовы к взлёту, я вас вызову.                                                    |
| 17:06:20.3              | PA1736 (второй пилот) диспетчеру                                                              | Мы всё ещё следуем по полосе, Клиппер 1736.                                                   |
| 17:06:19.39—17:06:23.19 | Два последних сообщения наложились друг на друга и были слышны в кабине рейса KL4805 как шум. | Два последних сообщения наложились друг на друга и были слышны в кабине рейса KL4805 как шум. |
| 17:06:25.6              | Диспетчер Тенерифе                                                                            | Вас понял, Папа Альфа 1736, доложите, когда освободите полосу.                                |
| 17:06:29.6              | PA1736 (второй пилот)                                                                         | О.К., мы доложим, когда освободим.                                                            |
| 17:06:31.7              | Диспетчер Тенерифе                                                                            | Спасибо.                                                                                      |
|                         | PA1736 (КВС)                                                                                  | Давайте-ка уходить отсюда к чёрту.                                                            |
|                         | PA1736 (второй пилот)                                                                         | Да, что-то он нервничает, не так ли?                                                          |
|                         | PA1736 (бортинженер)                                                                          | Да, после того, как продержал нас столько времени. А сейчас торопит.                          |
| 17:06:32.43             | KL4805 (бортинженер)                                                                          | Они ещё не уехали?                                                                            |
| 17:06:34.1              | KL4805 (КВС)                                                                                  | Что ты сказал?                                                                                |
| 17:06:34.15             | KL4805 (второй пилот)                                                                         | Да.                                                                                           |
| 17:06:34.7              | KL4805 (бортинженер)                                                                          | Он уже покинул полосу, этот «Pan American»?                                                   |
| 17:06:35.7              | KL4805 (КВС)                                                                                  | (уверенно) Да.                                                                                |
| 17:06:40.0              | Командир рейса PA1736 видит посадочные огни рейса KL4805 на расстоянии около 700 метров.      | Командир рейса PA1736 видит посадочные огни рейса KL4805 на расстоянии около 700 метров.      |
| 17:06:41                | PA1736 (КВС)                                                                                  | Он приближается… смотри. Проклятие, этот с…кин сын приближается!                              |
|                         | PA1736 (второй пилот)                                                                         | Уходим! Уходим! Уходим!                                                                       |
| 17:06:43.5              | KL4805 (второй пилот)                                                                         | V1.                                                                                           |
| 17:06:44                | Рейс KL4805 отрывает переднюю стойку шасси от ВПП.                                            | Рейс KL4805 отрывает переднюю стойку шасси от ВПП.                                            |
| 17:06:47.44             | KL4805 (КВС)                                                                                  | (кричит)                                                                                      |
| 17:06:50.0              | Столкновение.                                                                                 | Столкновение.                                                                                 |

### Столкновение

Схема движения рейсов KL4805 и PA1736 в момент столкновения

Анимация столкновения

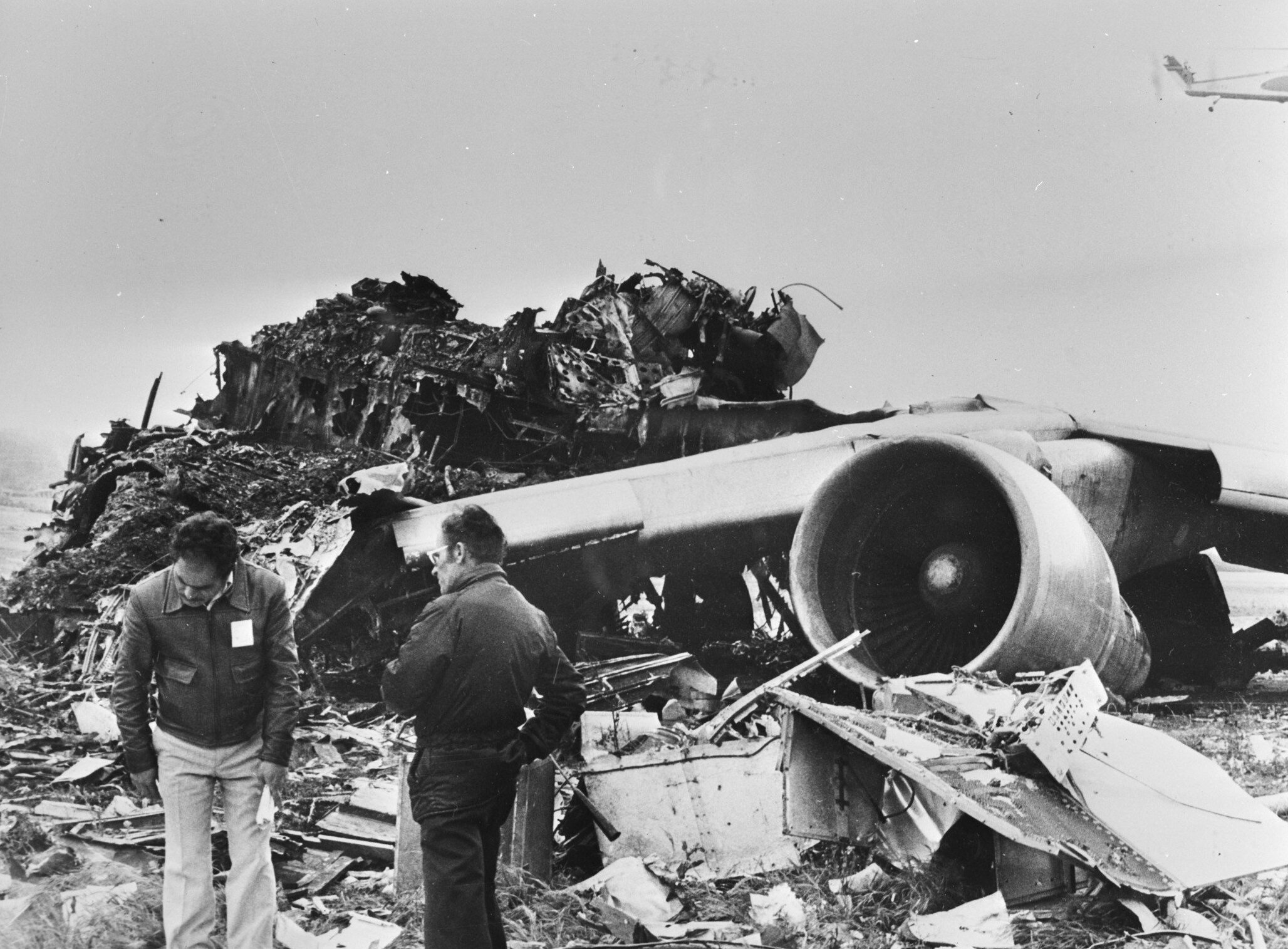
Последствия катастрофы (обломки рейса PA1736)

Командир рейса 1736 увидел приближающиеся огни рейса 4805 примерно за 700 метров до точки столкновения. Он тут же установил максимальный режим двигателей и попытался уйти влево с ВПП на рулёжную дорожку C4, однако закончить манёвр экипажу не удалось.
За 7 секунд до катастрофы второй пилот Boeing 747 KLM произнёс: V1. Самолёт начал отрыв от ВПП, открылись створки люков шасси. Командир рейса 4805, увидев самолёт рейса 1736, резко потянул штурвал на себя. Рейс 4805, ударившись хвостом о ВПП, прочертил по ней, выпуская снопы искр, резко увеличил угол атаки и скорость набора высоты, однако увеличил коэффициент лобового сопротивления и потерял скорость; также здесь сыграл свою роль тот факт, что, пытаясь сэкономить время на промежуточной посадке, командир Boeing 747 KLM полностью заправил лайнер и тот взлетал с максимальной взлётной массой — скороподъёмность полностью заправленного самолёта значительно ниже.
К моменту столкновения рейс KL4805 находился в воздухе. Носовая часть и передняя стойка шасси не задели рейс PA1736, однако не успевшие убраться основные стойки шасси и все четыре двигателя нидерландского лайнера ударили по американскому лайнеру.
После удара фюзеляж Boeing 747 Pan American в средней части был сильно повреждён, местами образовались проломы, через которые впоследствии спаслось значительное число пассажиров; также была разворочена носовая часть и снесён вертикальный хвостовой стабилизатор. Boeing 747 KLM с частично срезанными стойками шасси и с обрубленными крыльями рухнул на ВПП приблизительно в 150 метрах от точки столкновения, проскользил по ней около 300 метров и развернулся на 90°, при этом полностью разрушившись. Оба самолёта загорелись.
Столкновение произошло в 632 метрах от здания аэропорта Лос-Родеос.
Все 14 членов экипажа и 234 пассажира, находившиеся на борту рейса KL4805, погибли. Из 396 человек, находившихся на борту рейса PA1736, погибли 9 бортпроводников и 326 пассажиров. Носовая часть самолёта пострадала меньше, что позволило спастись 61 человеку — 7 членам экипажа (все 3 пилота и стюардессы Келли, Джонсон, Джексон и Донован) и 54 пассажирам.
Среди погибших пассажиров рейса PA1736 оказалась американская актриса, модель и звезда журнала «Playboy» Ив Мейер.

## Расследование
Официальное расследование причин столкновения рейсов KL4805 и PA1736 проводили испанская Комиссия по расследованию авиационных происшествий (CIAIAC) и Совет по безопасности Нидерландов (DSB).
Также в расследовании принимали участие более 70 специалистов из Испании, Нидерландов и США, включая представителей авиакомпаний KLM и Pan American. Факты указывали на ошибочную интерпретацию команд авиадиспетчера, которая вызвала неправильные решения экипажа Boeing 747 KLM.

### Решение комиссии CIAIAC
После проведения расследования и дебатов комиссией CIAIAC были оглашены следующие факты:
- Командир рейса KL4805 неправильно интерпретировал команду диспетчера и не прервал взлёт в момент доклада командира PA1736 о том, что их лайнер всё ещё находится на взлётной полосе.
- На вопрос бортинженера, покинул ли полосу рейс PA1736, КВС ответил утвердительно.
- Помехи в радиосообщениях и постоянные вклинивания пилотов в эфир друг друга стали одной из основных причин трагедии.
- Второй пилот рейса KL4805 и диспетчер контрольной вышки Тенерифе использовали нестандартные фразы (второй пилот рейса KL4805: We're at take off; диспетчер контрольной вышки Тенерифе: O.K.).
- Экипаж рейса PA1736 проехал указанную диспетчером рулёжную дорожку С3, так как этот манёвр требовал поворота самолёта более чем на 90°.

### Предположения
Эксперты высказывали различные предположения о факторах, которые могли повлиять на развитие событий:
- Якоб Вельдхёйзен ван Зантен был пилотом-инструктором. В течение 6 месяцев до трагических событий он занимался подготовкой новых пилотов на полётном симуляторе. Во время отработки взлёта на симуляторе пилот-инструктор даёт разрешение на взлёт, запрашиваемое обучаемым пилотом[11][12][13].
- Выдвигались версии о языковом барьере, возникшем между испанским диспетчером и капитаном Вельдхёйзеном ван Зантеном. Авиадиспетчер говорил с ярко выраженным испанским акцентом.
- Указывалось, что командир Boeing 747 KLM мог спешить с вылетом, чтобы не превысить разрешённую продолжительность рабочего дня. Не исключено, что Вельдхёйзен ван Зантен торопился ввиду продолжающегося ухудшения погодных условий, которые могли воспрепятствовать вылету в Лас-Пальмас-де-Гран-Канарию, что привело бы к дополнительным финансовым потерям авиакомпании KLM.
- Высказывались предположения, что высокий авторитет Вельдхёйзена ван Зантена помешал экипажу[14][15] настоять на необходимости убедиться в том, что разрешение на взлёт получено и самолёт Pan American покинул ВПП[16]. Аналитик ABC News и линейный пилот Джон Нанс (англ. John Nance) так оценил значение этой катастрофы и роль Вельдхёйзена ван Зантена в ней[17]: Ошибка командира Boeing KLM на Тенерифе кардинально изменила отношение к безопасности и в авиации, и в медицине. Члены экипажа почти распознали ошибку, но вместо того, чтобы не допустить её перехода в катастрофу, они убедили себя, что их капитан не может ошибаться.

В то же время в рапорте Международной ассоциации пилотов (ALPA) представлены цитаты, опровергающие мнение о том, что Вельдхёйзен ван Зантен неуважительно относился к своим коллегам или позволял себе некорректное поведение. Данное утверждение опровергает также Ян Бартелски (нидерл. Jan Bartelski), КВС авиакомпании KLM в отставке и бывший президент Международной федерации ассоциаций пилотов (IFALPA).
Ситуация, в которой оказался нидерландский пилот, была крайне тяжёлой, значительно усугублённой его же ошибочными действиями, но не безвыходной. В практически идентичной ситуации оказались пилоты самолётов Boeing 747 авиакомпаний Air China Cargo и Korean Air. 1 апреля 1999 года в аэропорту Чикаго пилоты китайского грузового самолёта грубо нарушили правила пересечения действующей ВПП, по которой производил взлёт корейский пассажирский самолёт, так же, как и голландский Boeing 747 в 1977 году, полностью заправленный и взлетавший с максимальной взлётной массой. Однако в этом случае корейские пилоты предприняли активные действия по уходу от столкновения и сумели его избежать.

### Ответственность
Несмотря на то, что власти Нидерландов поначалу отрицали вину командира Вельдхёйзена ван Зантена и его экипажа, в конечном счёте авиакомпания KLM взяла на себя ответственность за данное происшествие, выплатив пострадавшим и семьям жертв компенсации в размере от $ 58 000 до $ 600 000.

### Принятые меры
Международная организация гражданской авиации (ИКАО/ICAO) выработала единый для всех международных аэропортов стандарт фраз. В частности, сейчас от экипажей требуется вместо кратких ответов О.К. или Roger (Вас понял) повторять ключевые пункты поступившего приказа. Изменена процедура принятия решений экипажем, включающая взаимное согласие членов экипажа, отвечающих за пилотирование. Также установлено, что слово take off (взлёт) используется только при факте разрешения взлёта диспетчером и подтверждении факта разрешения взлёта пилотом, в остальных случаях используется слово departure (отправление).

## Мемориалы

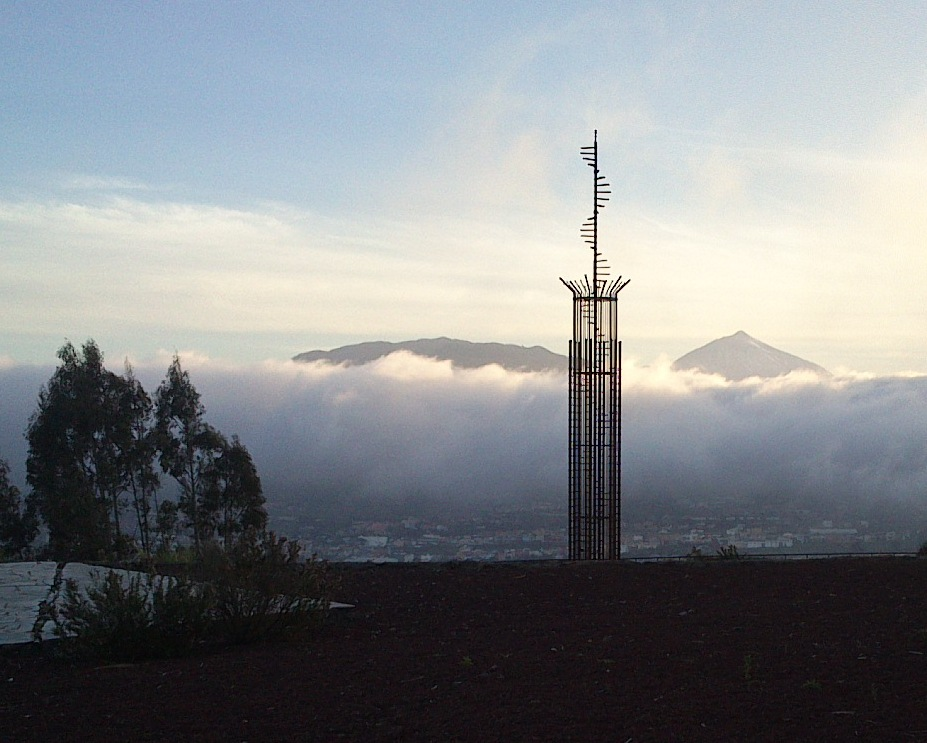
Мемориал «Лестница в небеса»

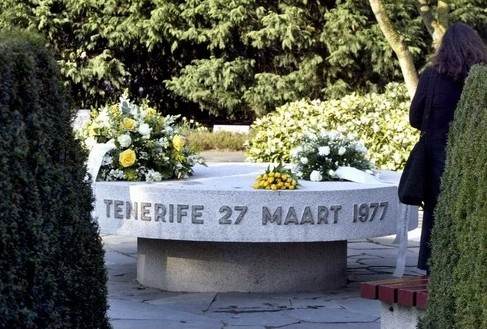
Мемориал рейсу KL4805 в Амстердаме

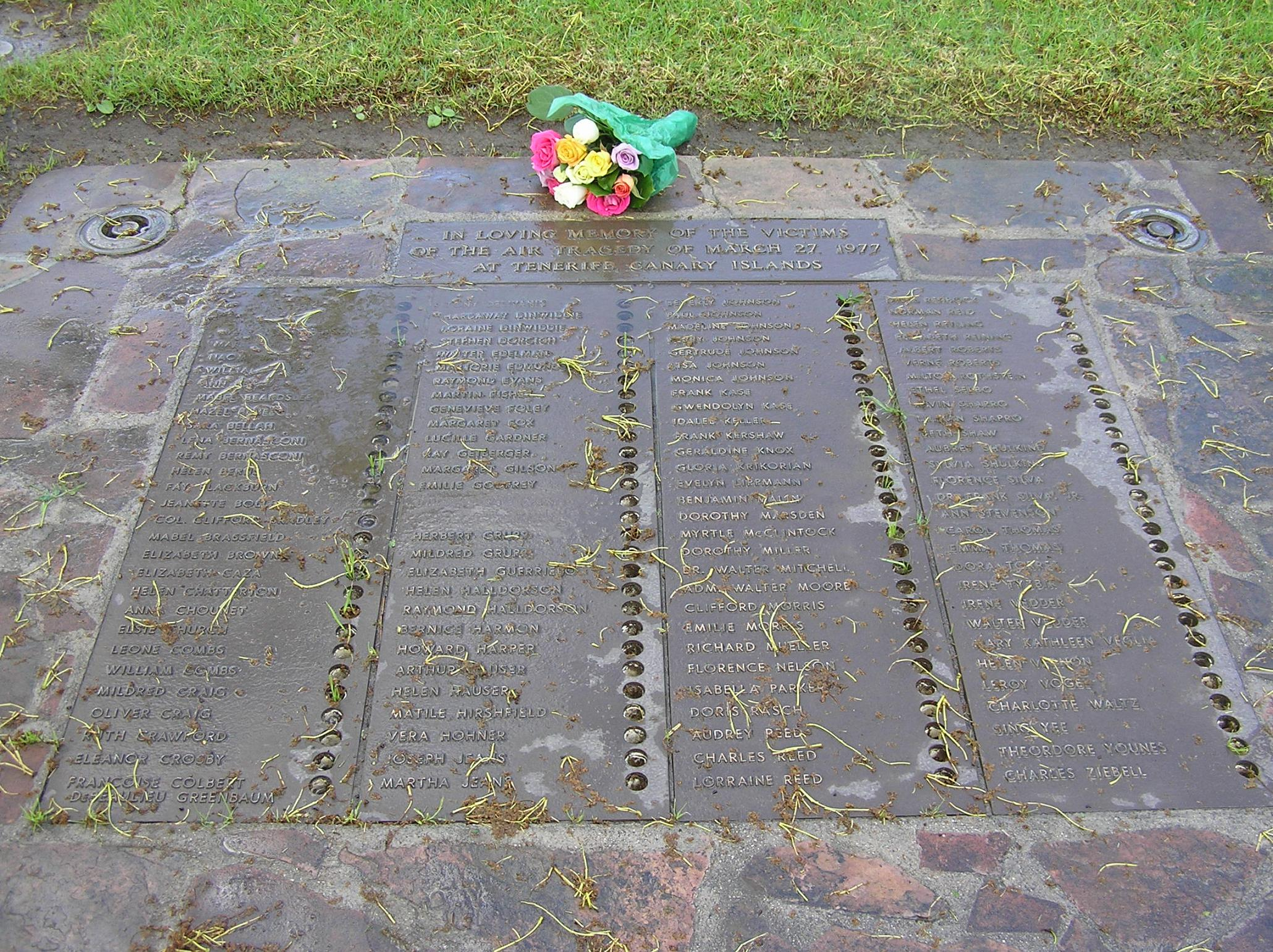
Мемориал рейсу PA1736 в Уэстминстере

В память жертв катастрофы было воздвигнуто три официальных мемориала: для погибших с рейса KL4805 — на кладбище Вестгарде (нидерл. Westgaarde) в Амстердаме (данный мемориал являлся собственностью авиакомпании KLM до 2017 года), для погибших с рейса PA1736 — в Уэстминстере (Калифорния, США), и общий мемориал на Тенерифе, который был открыт 27 марта 2007 года, к 30-й годовщине катастрофы. Мемориал, созданный нидерландским скульптором Руди ван де Винтом (нидерл. Rudi van de Wint), получил название «Лестница в небеса» (англ. Stairway To Heaven) и представляет собой направленную вверх и резко обрывающуюся винтовую лестницу, символизирующую внезапно прерванные жизни находившихся на борту обоих лайнеров.

## Культурные аспекты
О катастрофе было снято несколько документальных фильмов:
- Художественно-документальный фильм Катастрофа столетия (англ. Crash Of The Century, фр. Le crash du siècle - la catastrophe de Ténérife)[24][25][* 6].
- Столкновение на взлётной полосе (12 серия 1 сезона американского документального телесериала Секунды до катастрофы) (англ. Seconds From Disaster — Collision On The Runway).
- Катастрофа на Тенерифе (3 серия 16 сезона канадского документального телесериала Расследования авиакатастроф) (англ. Air Crash Investigation — Disaster At Tenerife).
- На волосок от смерти телеканала «Discovery Channel»[26].
- Последний заход — авиакатастрофа на острове Тенерифе[27].
- PBS Nova: The Deadliest Plane Crash[28] — включает в себя фрагменты из фильма Катастрофа столетия и интервью с рядом американских авиационных аналитиков.

Также катастрофа упоминается в документальных телесериалах:
- Авиакатастрофы: Совершенно секретно (Aircrash Confidential[англ.]) (Великобритания); серия Столкновения" (англ. Collisions)[29].
- Выживание в небесах (Survival In The Sky[англ.] (Великобритания, известен под названием Black Box); 1 серия Обвиняем пилота (англ. Blaming The Pilot).
- Крупнейшие ошибки XX века (фр. Les Grands Ratés Du XX Siècle) (Франция)[30]; упоминается в 39 серии 2 сезона.
- Иные Времена (Andere Tijden[нидерл.]) (Нидерланды), серия Тенерифе: сразу же после катастрофы (нидерл. Tenerife: meteen na de ramp)[31]; она уникальна тем, что ключевой темой в ней являются именно последствия катастрофы, а не предшествующие ей события.

### Комментарии
1. ↑  Они, согласно NTSB, не относятся к авиакатастрофам
2. ↑  Здесь и далее указано Западноевропейское время — WET
3. ↑  «Клиппер» — позывной самолётов Pan American
4. ↑  то есть PA — Pan Am 1736
5. ↑  Скорость принятия решения. После прохождения этого рубежа самолёт уже не сможет остановиться в пределах ВПП. В русскоязычной авиации используется доклад Рубеж или вопрос Продолжаем?, в ответ на которые КВС даёт либо утвердительный ответ, либо команду на прерывание взлёта. В западной авиации доклад V1 не требует подтверждения: отсутствие возражений других членов экипажа означает согласие на продолжение взлёта
6. ↑  Специальный эпизод канадского документального телесериала «Расследования авиакатастроф»